# Gundam shin taiken 0087: Green Divers
Gundam shin taiken 0087: Green Divers (ガンダム新体験―００８７―グリーンダイバーズ,?, Gandamu shin taiken 0087: Gurīn daibāzu), anche noto con il titolo Gundam Neo Experience 0087: Green Divers, è un cortometraggio tipo IMAX di 23 minuti prodotto dalla Sunrise nel 2001, e può considerarsi uno spinoff della serie TV Mobile Suit Z Gundam.

## Generalità
L'opera è proiettata regolarmente ed in esclusiva soltanto sui tre schermi IMAX dell'E-field Theater nel quartiere di Shibuya a Tokyo. Essa consiste in una combinazione di animazione tradizionale per i personaggi, ed animazione 3D per i mobile suit e l'ambientazione. L'azione principale si svolge sullo schermo centrale, mentre sui due schermi laterali appaiono immagini radar, dati scientifici e letture di sistema, come se si trattasse dei monitor di un'astronave. Il character design è opera di Haruhiko Mikimoto, mentre i mobile suit animati al computer sono basati su disegni di Kazumi Fujita e Kunio Ōkawara.

## Trama
Durante gli ultimi giorni della Guerra di Gryps della serie televisiva Mobile Suit Z Gundam, i due fratelli Asagi e Takuya sono a bordo di uno shuttle civile in fase di rientro verso la Terra, quando la nave viene a trovarsi nel bel mezzo di una battaglia tra mobile suit dell'AEUG e dei Titani. Trovato rifugio in due capsule di salvataggio, i due ragazzi devono però governarle da soli nel pericoloso rientro attraverso l'atmosfera terrestre. A dar loro un provvidenziale aiuto interviene un singolare Zeta Gundam bianco e viola, il cui pilota, mai inquadrato, dalla voce sembra proprio essere Amuro Ray.